# Svenja Fölmli
Svenja Julia Fölmli (* 19. August 2002 in Sursee) ist eine Schweizer Fussballspielerin. Sie spielt für den SC Freiburg und die Schweizer Nationalmannschaft.

## Karriere
Fölmli wuchs in Sempach auf. Ihre beiden älteren Brüder weckten ihre Begeisterung für den Fussball. Sie spielte in den Knabenmannschaften des Dorfvereins, besuchte dann aber von 2015 bis 2017 die Football Academy des Schweizerischen Fussballverbands in Biel. Am Wochenende spielte sie mit dem FE14-Footeco Team von Luzern Nord, eine Mannschaft, die ausser ihr und einer Teamkollegin aus lauter Knaben bestand. In Biel machte sie auch ihren Schulabschluss. Seit 2017 spielt sie für den FC Luzern Frauen. Am 8. Dezember 2018 gab sie ihren Einstand in der ersten Mannschaft und erzielt dabei gegen die YB Frauen gleich zwei Tore. Sie fiel dabei auch dem Nationaltrainer Nils Nielsen auf, der sie bereits im kommenden August ein erstes Mal für das Nationalteam aufbot. Ihren Einstand im Nationalteam gab sie im September 2019 als erst 17-Jährige. In ihrem zweiten Spiel gegen Rumänien schoss sie auch ihr erstes Tor. Neben dem Spitzensport absolvierte Fölmli seit 2017 eine kaufmännische Lehre, die sie im Sommer 2021 abschloss. Im Februar 2021 erhielt sie ein Angebot des Grasshopper-Clubs Zürich, der als erster Verein in der Schweiz seinen Spielerinnen einen fixen Monatslohn anbot. Sie lehnte dieses Angebot jedoch ab, da sie zuerst ihre Lehre abschliessen wollte. Sie wurde von der Webseite uefa.com als eine von zehn Spielerinnen genannt, die 2021 den grossen Durchbruch schaffen könnten. Anfang April 2021 wurde bekanntgegeben, dass Fölmli auf die Saison 2021/22 zum SC Freiburg in die deutsche Bundesliga wechseln wird. Ihr letztes Spiel für Luzern war der Cupfinal gegen den FC Zürich: Sie schoss beim 2:0-Erfolg beide Tore. Am Ende der Meisterschaft wurde Fölmli in die sogenannten „Golden Eleven“, das Team der Saison, gewählt. Fölmli stand im Kader der Schweizerinnen für die Fußball-Europameisterschaft der Frauen 2022. Sie kam im dritten Gruppenspiel zu einem Teileinsatz; sie wurde in der 58. Minute eingewechselt. Die Schweiz schied nach der Vorrunde aus. Ende Oktober 2022 erlitt Fölmli einen Kreuzbandriss im rechten Knie. Anfang Saison 2023/24 gab sie ihr Comeback in der Bundesliga, auch für die Nationalmannschaft wurde sie wieder aufgeboten und kam im Spiel gegen Schweden vom 27. Oktober 2023 zu einem Teileinsatz. Ende November erlitt sie im Training mit dem SC Freiburg jedoch erneut einen Kreuzbandriss, diesmal im linken Knie. Ende Januar 2025 gab sie ihr Comeback und erzielte bei ihrem ersten Spiel mit dem SC Freiburg gleich ein Tor. Zuvor hatte sie im Dezember 2024 ihren Vertrag mit Freiburg bis Sommer 2027 verlängert. Für die Europameisterschaft 2025 wurde sie ins Aufgebot der Schweizerinnen berufen. In zwei Gruppenspielen stand sie in der Startformation. Die Schweiz erreichte den Viertelfinal.

## Spielstil
Als charakteristisch für Fölmlis Spielstil werden »schnelle Tempodribblings, gute Technik und hohe Laufbereitschaft« genannt. Als ihre Vorbilder gibt Fölmli Ramona Bachmann, Lara Dickenmann und Kylian Mbappé an.

## Erfolge
- Schweizer Pokal-Sieger 2021 (mit dem FC Luzern Frauen)
- DFB-Pokal-Finalist 2023 (mit dem SC Freiburg; ohne Einsatz)